# احمد فؤاد محیی‌الدین

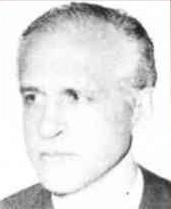
احمد فؤاد محیی‌الدین

احمد فؤاد محیی‌الدین (۱۱ ژانویه ۱۹۲۶ – ۵ ژوئن ۱۹۸۴) سیاست‌مدار اهل مصر، عضو حزب ملی دموکراسی مصر بود. وی در القلیوبیه متولد شد. وی استاندار الشرقیه، اسکندریه و الجیزه بود. وی همچنین وزیر اداره محلی، وزیر بهداشت و معاون نخست‌وزیر مصر بود. وی سال ۱۹۷۴ وزیر امور جوانان شد. وی وزیر اطلاع‌رسانی از ۱۰ سپتامبر ۱۹۸۱ تا ۳۱ ژانویه ۱۹۸۲ بود.
از ۲ اکتبر ۱۹۸۲ تا ۵ ژوئن ۱۹۸۴، اولین نخست‌وزیر حسنی مبارک بود.

## دانش عملی
- لیسانس پزشکی ۱۹۴۹
- تحصیلات عالی در اقتصاد و سیاست از دانشکده حقوق دانشگاه قاهره.
- دکترا در پرتوشناسی از دانشگاه قاهره سال ۱۹۵۳.